# Danexit

Posizione della Danimarca nell'UE

Danexit (o Dexit) è un neologismo per l'Ipotesi ritiro della Danimarca dall' Unione europea (UE) come proposto dai populisti di destra danesi sulla falsariga della Uscita del Regno Unito dall'Unione europea Brexit. La parola è analoga al termine Brexit, che sta per l'uscita del Regno Unito dall'UE, ed è quindi una parola da valigia di "Dan" (per Danimarca) e "exit" (inglese per "partenza").

## Sfondo
Nel giugno 2016, il Regno Unito ha votato per lasciare l'UE. Gli euroscettici in altre parti dell'UE sono stati incoraggiati da questa decisione, anche se le sue conseguenze devono ancora emergere. 
Al momento stiamo aspettando i risultati dei negoziati del Regno Unito con l'UE, sul tipo di rapporto che la Gran Bretagna entrerà con l'UE. Sono abbastanza sicuro che il risultato sarà tale che potrebbe essere interessante che anche gli elettori danesi votassero al riguardo.
Nel 2016, Kristian Thulesen Dahl, allora leader del Partito Popolare Danese (DPP), dichiarò di volere un referendum sull’eventuale uscita della Danimarca dall’UE.
Nel 2020, Morten Messerschmidt, leader del DPP dal 2022, ha affermato che il suo paese potrebbe lasciare l'Unione europea entro i prossimi anni a causa di quello che credeva sarebbe stato "il successo della Brexit".

## Storia
La Danimarca è membro dell'UE dal 1973. I danesi votarono contro il Trattato di Maastricht nel 1992, che dovette essere rinegoziato dopo il voto negativo di Copenaghen. Nel 2000 si è deciso di non introdurre l’euro come nuova valuta. Secondo i sondaggi, la maggioranza degli intervistati vorrebbe restare nell’UE.  La Commissione europea conduce sondaggi d’opinione annuali che mostrano che tra la metà e i tre quarti degli intervistati sono favorevoli alla permanenza nell’UE. Solo in un sondaggio del 2016 condotto dall’istituto di opinione privato A4V, guidato dal deputato Dansk Folkeparti (DF) Erik Høgh-Sørensen, un terzo degli intervistati preferiva discutere delle relazioni con il proprio Paese per decidere se la Gran Bretagna dovesse andarsene. Anche in questo caso il 27% degli intervistati è favorevole a un’uscita immediata dall’UE e il 30% è favorevole alla permanenza nell’UE, mentre il 43% non vuole impegnarsi o non ha alcuna opinione al riguardo.
Una possibile uscita della Danimarca dall’UE è sostenuta da alcuni politici del populista di destra Dansk Folkeparti. Il partito liberale Venstre, come gli altri partiti, è contrario all’uscita dall’UE. I rappresentanti dei populisti di destra danesi avevano già indetto un referendum sull’uscita dall’UE prima del voto britannico del 23 giugno 2016. Il deputato danese Kenneth Kristensen Berth ha dichiarato in un’intervista del 2016: “Al momento stiamo aspettando i risultati dei negoziati britannici con l’UE; su quale relazione la Gran Bretagna entrerà con l’UE. Sono abbastanza certo che il risultato sarà tale che potrebbe essere interessante che anche gli elettori danesi votino al riguardo.   Morten Messerschmidt, anch'egli membro del Dansk Folkeparti, aveva previsto all'inizio del 2020 che il suo paese avrebbe lasciato l'Unione europea entro dieci anni. Ha detto che crede che la Brexit sarà un grande successo.

## Opinioni politiche
La pagina Facebook elenca circa 11.000 danesi che vogliono lasciare l'Unione europea. Questo gruppo Facebook è stato creato il 14 luglio 2019 ed è composto da 5 amministratori e moderatori.

## Sondaggi
| Effettuato nel | Eseguito da       | Per restare | Per un'uscita            | Indeciso                                                     |     |     |     |
| -------------- | ----------------- | ----------- | ------------------------ | ------------------------------------------------------------ | --- | --- | --- |
| Effettuato nel | Eseguito da       | Marzo 2023  | YouGov/Eurotrack         | Indeciso                                                     | 68% | 16% | 16% |
| Febbraio 2021  | YouGov/Eurotrack  | 62%         | 23%                      | 12%                                                          |     |     |     |
| Aprile 2020    | Sentio            | 39%         | 39%                      | 22%                                                          |     |     |     |
| Novembre 2019  | Eurobarometro     | 63%         | 26%                      | 11%                                                          |     |     |     |
| Aprile 2019    | Sentio            | 41%         | 43% Cooperazione nordica | 2%                                                           |     |     |     |
| Novembre 2018  | Eurobarometro     | 60%         | 31%                      | 9%                                                           |     |     |     |
| Novembre 2017  | Eurobarometro     | 52%         | 37%                      | 11%                                                          |     |     |     |
| Novembre 2016  | Eurobarometro     | 57%         | 39%                      | 4%                                                           |     |     |     |
| Marzo 2016     | Analyseenheden 4V | 30%         | 27%                      | 34% Aspettate e vedrete, e deciderete più tardi 9% Non lo so |     |     |     |
| november 2015  | Eurobarometro     | 65%         | 30%                      | 5%                                                           |     |     |     |
| november 2014  | Eurobarometro     | 73%         | 25%                      | 2%                                                           |     |     |     |
| november 2013  | Eurobarometro     | 75%         | 22%                      | 3%                                                           |     |     |     |